# 환일고등학교
환일고등학교(桓一高等學校)는 대한민국 서울특별시 중구 만리동2가에 위치한 사립 고등학교이다.

## 학교 연혁
- 1947년 6월 24일: 김영순 장로, 설립자 김예환 박사 재단법인 균명중학교 설립
- 1947년 9월 26일: 6년제 중학교 24학급 개교
- 1949년 5월 15일: 초급 중학교 제1회 졸업식을 거행
- 1950년 6월: 한국 전쟁으로 부산에 임시 연락 사무소를 두고 학사 운영
- 1953년 8월 24일: 개교
- 1957년 3월: 시온관 건물 전소, 설립자 의지로 완전 복구
- 1957년 12월 10일: 십자관 14교실 완공
- 1965년 5월 1일: 봉학관 1500평 35개 교실 완공
- 1974년 3월 2일: '균명중·고등학교' 에서 '환일중·고등학교' 로 교명 변경
- 2004년: 종합교육관 완공
- 2012년 12월 4일: 김은미 재단 이사장 취임
- 2019년 3월 1일: 제13대 박종관 교장 취임

## 참고 자료
- 환일고등학교 - 한국교육학술정보원 학교알리미